# Ahrar al-Najran
Ahrar al-Najran é um movimento político-militar formado por um grupo de ativistas políticos representantes das várias tribos da região de Najrã, no sul da Arábia Saudita, na fronteira com o Iêmen.
O movimento Ahrar al-Najran é um grupo secessionista no sul da Arábia Saudita que surgiu em resposta à intervenção da coalizão liderada pela Arábia Saudita na Guerra Civil Iemenita iniciada em 2015. 